# Cymodoce robusta
Cymodoce robusta là một loài chân đều trong họ Sphaeromatidae. Loài này được Nierstrasz miêu tả khoa học năm 1918.